# Jakob Adam
Jakob Adam (Vienna, 1748 – Vienna, 1811) è stato un incisore austriaco.

## Biografia
Produsse svariate incisioni di successo. Si ricordano in particolare una serie di ritratti di importanti personalità austriache dell'epoca, prodotti in collaborazione con Ernst Mansfeld, e fra i quali il meglio riuscito è considerato quello dell'Imperatrice Maria Luisa, e le tavole per un'edizione illustrata della Bibbia pubblicata nel 1803.